# Aiways
Aiways (chinois : 爱驰 汽车 ; pinyin : Àichí Qìchē) est un constructeur automobile chinois fondé en 2017. 

## Historique
AI signifie amour en chinois et en japonais, et Aiways veut dire l'amour de la route[réf. nécessaire].
Au salon de l'automobile de Pékin 2018, Aiways présente une supercar électrique, conçue par Roland Gumpert, et basée sur la RG Nathalie.
Au salon international de l'automobile de Genève 2019, le nouveau constructeur automobile expose son premier modèle, la Aiways U5 Ion, un SUV électrique, aux côtés de sa supercar.
En décembre 2019, Aiways annonce la production des modèles destinés à l'Europe de son SUV Aiways U5. Aiways est l'un des premiers constructeurs automobile chinois à s'implanter en Europe de l'Ouest après les échecs de Qoros, Great Wall Motors ou Borgward, et avant de nouvelles tentatives comme Byton, Lynk & Co (Geely), Seres (Dongfeng), DFSK (Dongfeng), Maxus (SAIC) ou encore Leapmotor.

## Modèles

### Aiways U5
L'Aiways U5 est un SUV électrique, présenté au salon de Genève en mars 2019. Il est le premier véhicule de série de Aiways. L'U5 est équipée d'un moteur électrique de 150 kW (204 ch) et 310 N m de couple, associé à une batterie lui permettant une autonomie maximale théorique de 410 km.

### Aiways U6
L'Aiways U6 est un SUV coupé électrique produit à partir de 2022 et entré en pré-production en mai 2021. Il est le deuxième modèle produit de série par Aiways. L'U6 est basé sur le concept-car Aiways U6 ion présenté au salon de l'automobile de Chengdu en juillet 2020. 

## Concept cars

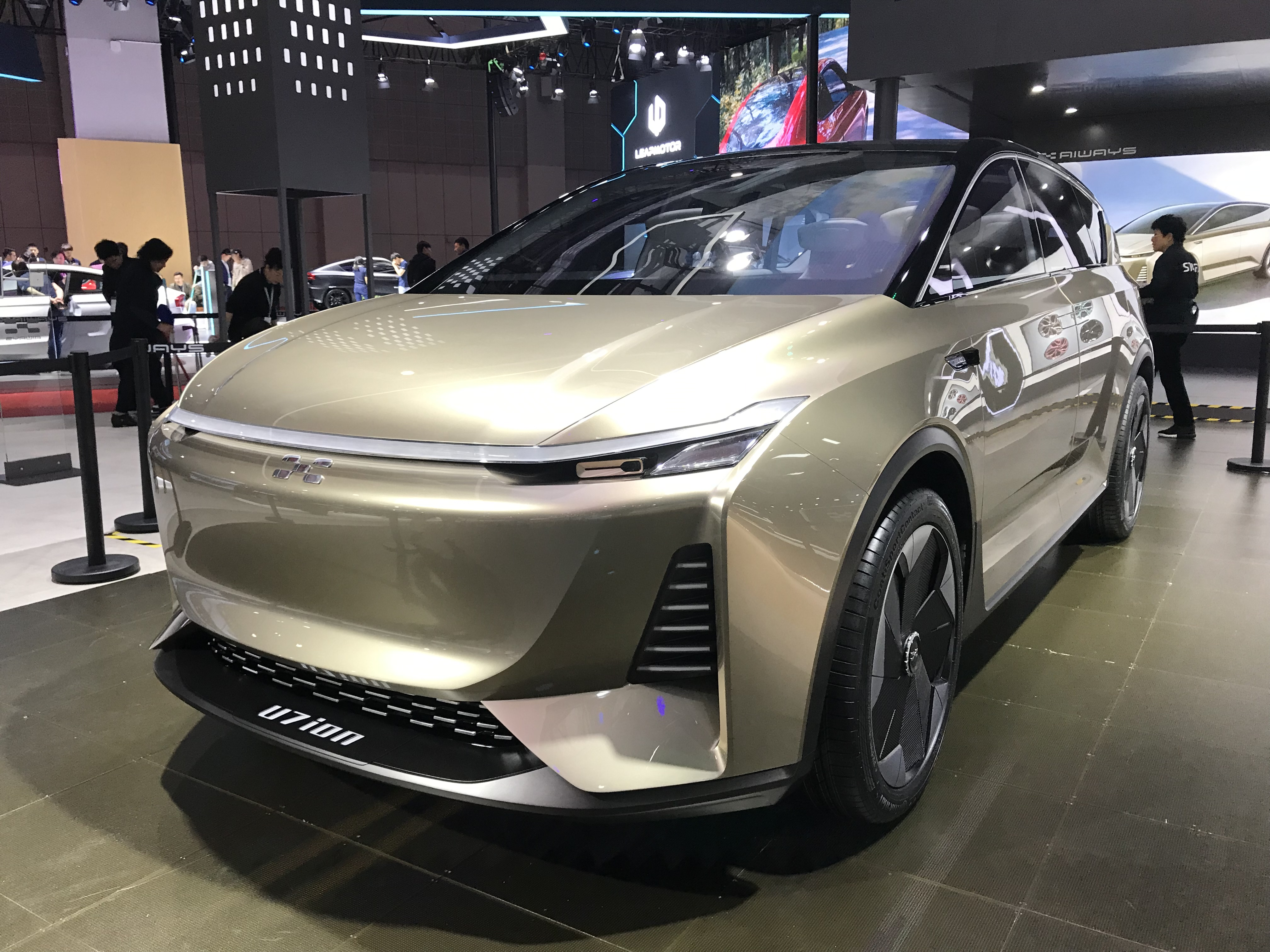
Aiways U7ion Concept

- Aiways U5ion, présenté au salon international de l'automobile de Genève 2019, SUV électrique.
- Aiways U7ion, présenté en avril 2019 au salon de l'automobile de Shanghai, monospace électrique[8].
- Aiways U6ion, présenté en mars 2020, SUV coupé électrique[9].